# 同志街
40°44′01″N 74°00′01″W / 40.73362°N 74.0004°W

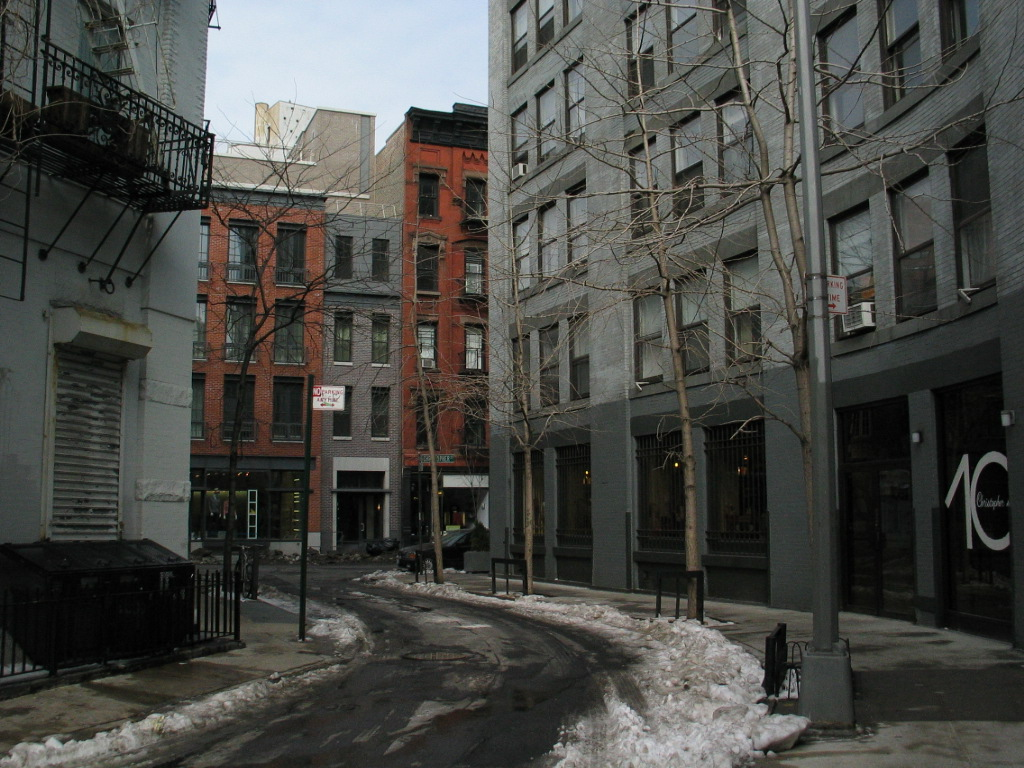
Gay Street, northward to Christopher Street

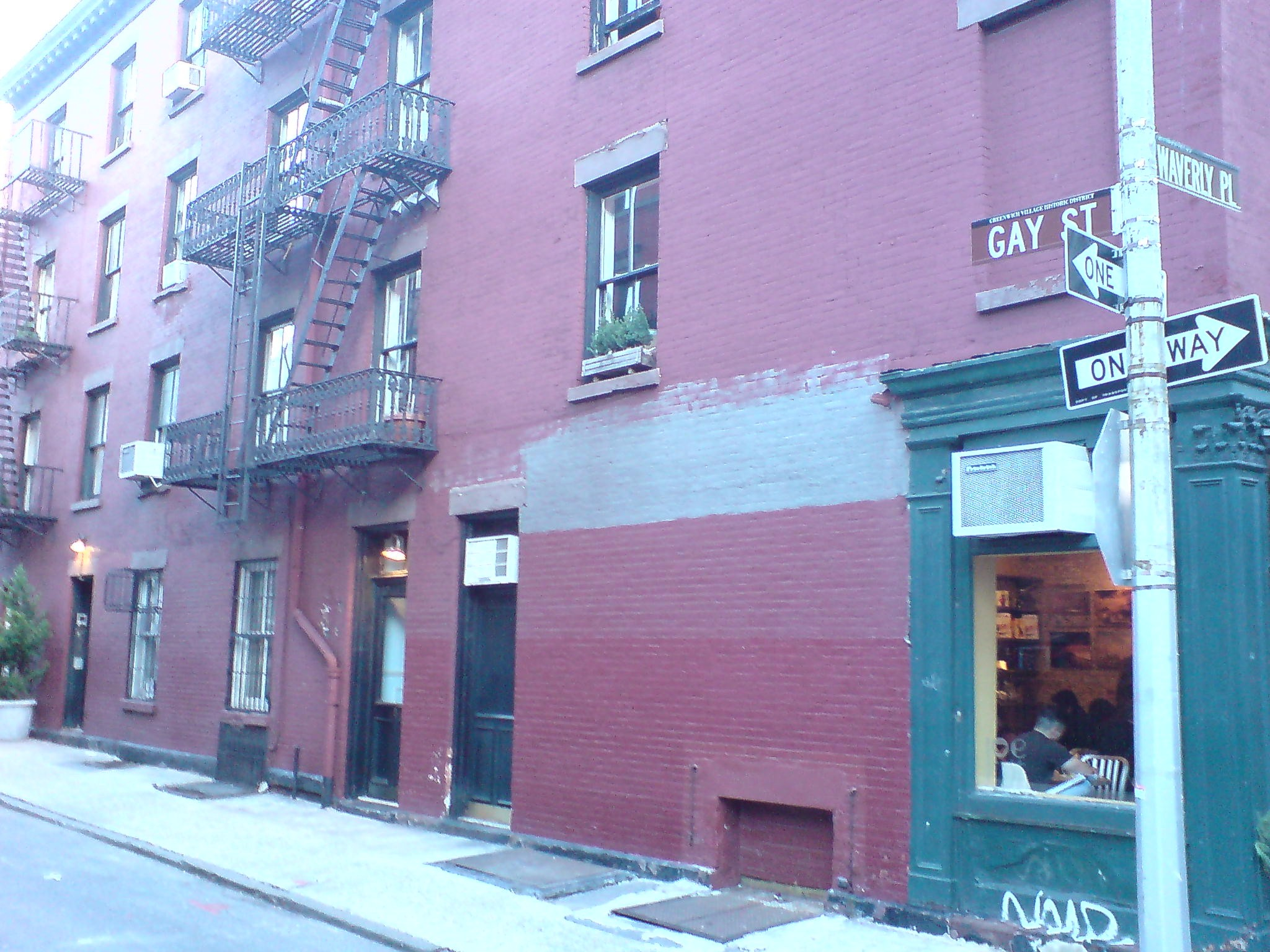
The southward view

蓋伊街, 蓋伊街是位于纽约城（New York City）曼哈顿区（Manhattan）格林威治村（Greenwich Village）的一条包括一个街区的小街。
这条街是一个宁静的小巷，可能是由早期的土地所有者命名的，而不是由于居民的性倾向。也不太可能像 有时声称 的那样，来自于国家反奴隶制法（National Anti-Slavery Standard）的起草人西德尼 霍华德 盖伊（Sidney Howard Gay）。在1833年街道被命名的时候他当时只有19岁。这种与一个废奴主义者的联系的误解可能是因为这条街的居民主要是黑人，他们之中很多人是华盛顿广场白人家庭的仆人。之后这条街作为黑人乐者的住所而为人所知，为它带来了波西米亚主义的名声。
1775年5月11日的报纸上有一个叫R. Gay的人发的分类广告，它居住在包厘街（Bowery），想销售一只阉割了的动物。
由于对于一条完整的街来说过于狭窄，在1826年到1833年联邦住房局（Federal houses）丈量了街的西侧后，纽约市在1833年加宽了它。而东侧的丈量由于1837年恐慌（Panic of 1837）而中断，房屋修建于1844年到1860年，残留了希腊复古式（Greek Revival）的，以门口和窗框为特征的部分。
该条街是克里斯多佛街（Christopher Street）的延伸，在韦弗利宫(Waverly Place)的南边，位于第六街（Sixth Avenue）和第七街（Sixth Avenue）之间，并与之基本平行。贯穿了沃特·梵·忒勒（Wouter van Twiller）的啤酒厂，他继彼得·米纽伊特（Peter Minuit）后，于1633年成为新尼德兰（New Netherland）的总督。它的名字最早被官方记录在1827年4月23日的市议会（Common Council）记录上，卫生检查员指责一个位于同志街的叫A. S. Pell的人建的厕所。
1943年的电影回忆之夜（A Night to Remember）中将同志街作为一场谋杀案的发生地。1996年Sheryl Crow在同志街为A Change Would Do You Good这首歌录影。